# My Love Is Your Love
My Love is Your Love släpptes den 17 november 1998 och är ett album av den amerikanska popsångerskan Whitney Houston.

## Låtlista
() = låtskrivare
1. "It's Not Right but It's Okay" (LaShawn Daniels, Toni Estes, Rodney Jerkins, F. JerkinsIII, Isaac Phillips) – 4:51
2. "Heartbreak Hotel" [med Faith Evans och Kelly Price] (K. Karlin, T. Savage, C. Schack) – 4:41
3. "My Love Is Your Love" (Jerry Duplessis, Wyclef Jean) – 4:24
4. "When You Believe" [med Mariah Carey] (Babyface, Stephen Schwartz) – 4:32
5. "If I Told You That" (Daniels, Estes, R. Jerkins, F. Jerkins) – 4:37
6. "In My Business" [med Missy Elliott] (Kelvin Bradshaw, Missy Elliott, Lloyd Turner) – 3:26
7. "I Learned from the Best" (Diane Warren) – 4:19
8. "Oh Yes" (Bradshaw, Elliott, Turner) – 6:52
9. "Get It Back" (Daniels, Estes, R. Jerkins, F. Jerkins) – 4:56
10. "Until You Come Back" (Babyface, D. Simmons) – 4:53
11. "I Bow Out" (Warren) – 4:30
12. "You'll Never Stand Alone" (Warren) – 4:21
13. "I Was Made to Love Him" (Henry Cosby, Lula Mae Hardaway, Sylvia Moy, Stevie Wonder) – 4:29

Den begränsade utgåvan innehöll en bonus-CD, med remixversioner. Låtlista:
1. "It’s Not Right But It’s Okay (Thunderpuss 2000 Club Mix)" – 9:15
2. "My Love Is Your Love (Wyclef Jean Remix feat. Dyme)" – 4:10
3. "Heartbreak Hotel (Hex Hector Radio Mix)" – 4:20
4. "It’s Not Right But It’s Okay (Johnny Vicious Radio Mix)" – 4:14
5. "My Love Is Your Love (Jonathan Peters’ Tight Mix)" – 8:23

### Fotnoter
1. ↑  ”My Love Is Your Love release date”. http://www.allmusic.com/album/my-love-is-your-love-r383028. Läst 19 maj 2008.
2. ↑  Sandra P. Angulo (6 november 1998). ”Whitney Houston records her new album in just six weeks”. Entertainment Weekly. Arkiverad från originalet den 25 juni 2009. https://web.archive.org/web/20090625165647/http://www.ew.com/ew/article/0,,83876,00.html. Läst 7 juni 2010.
3. ↑  George Rush and Joanna Molloy with Marcus Baram and K. C. Baker (7 augusti 1998). ”Two of America's reigning pop divas have a date to duet today”. Daily News. Arkiverad från originalet den 15 augusti 2011. https://archive.today/20110815051338/http://www.nydailynews.com/archives/gossip/1998/08/07/1998-08-07_gay_man_sues_travolta_over_s.html. Läst 7 juni 2010.